# Agustín Olachea
Agustín Olachea Avilés (Todos Santos, 3 september 1890 – La Paz, 13 april 1973) was een Mexicaans politicus en militair.
Olachea sloot zich in 1913 aan bij de Mexicaanse Revolutie om onder bevel van Manuel M. Diéguez tegen de dictator Victoriano Huerta te strijden. Hij klom op tot kolonel en koos na de scheuring in het revolutionaire leiderschap voor de constitutionalisten van Venustiano Carranza en Álvaro Obregón. Olachea steunde in 1920 het plan van Agua Prieta van Obregón en Carranza, en bestreed in 1923 aan regeringszijde de De la Huertaopstand en in 1929 de opstand van José Gonzalo Escobar, waarna hij tot brigadegeneraal werd benoemd.
In de jaren 30 begon Olachea's politieke carrière. Hij was gouverneur van Baja California (1932-1935) en Baja California Sur (1946-1956) en werd vervolgens voorzitter van de regerende Institutioneel Revolutionaire Partij. Onder president Adolfo López Mateos (1958-1964) diende hij als minister van defensie. Hij overleed in 1973.